# فرودگاه سیرت
فرودگاه سیرت (به انگلیسی: Siirt Airport) یک فرودگاه همگانی با کد یاتا SXZ است که یک باند فرود آسفالت دارد و طول باند آن ۱۸۰۰ متر است. این فرودگاه در شهر سعرت کشور ترکیه قرار دارد و در ارتفاع ۸۹۵ متری از سطح دریا واقع شده‌است.